# Église Saint-Hilaire de Trémolat
L'église Saint-Hilaire est une ancienne église catholique située à Trémolat, en France.
Elle fait l'objet d'une protection au titre des monuments historiques.

## Localisation
Entourée d'un cimetière, elle est située dans le département français de la Dordogne, sur la commune de Trémolat, en bordure de la Rège, un petit affluent de la Dordogne.

## Historique
Sa construction de style roman remonte au XIIe siècle. La voûte du chœur est refaite au XVe siècle en style gothique.
La chapelle Saint-Hilaire est l'ancienne église paroissiale de Trémolat, l'église Saint-Nicolas étant réservée aux moines. Quand l'église Saint-Nicolas est devenue l'église paroissiale de Trémolat en 1801, Saint-Hilaire a été désaffectée.
Son porche est inscrit le 25 juillet 1955 au titre des monuments historiques puis l'église est entièrement inscrite le 14 septembre 2010.

## Galerie de photos

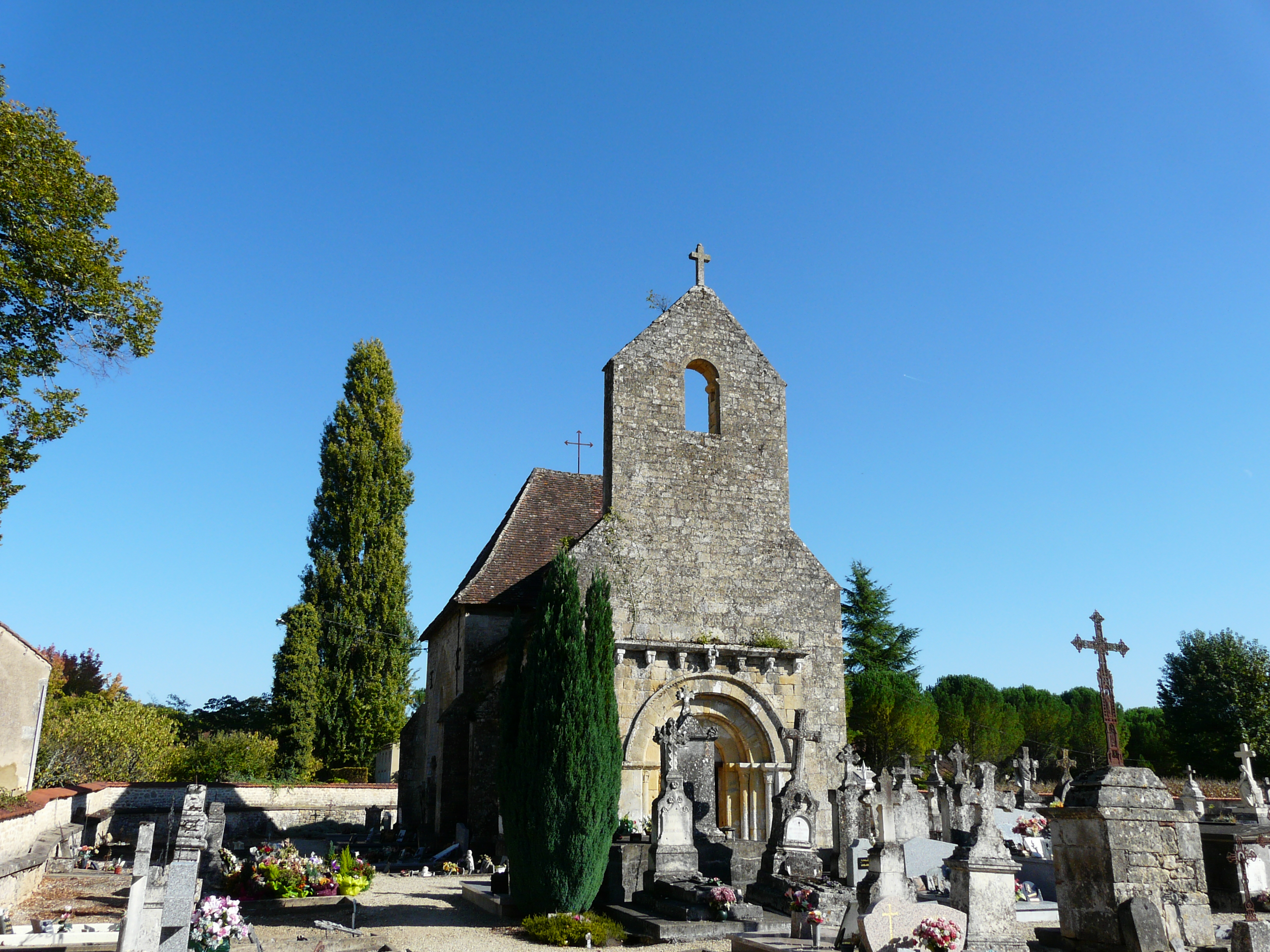
L'église entourée de son cimetière.
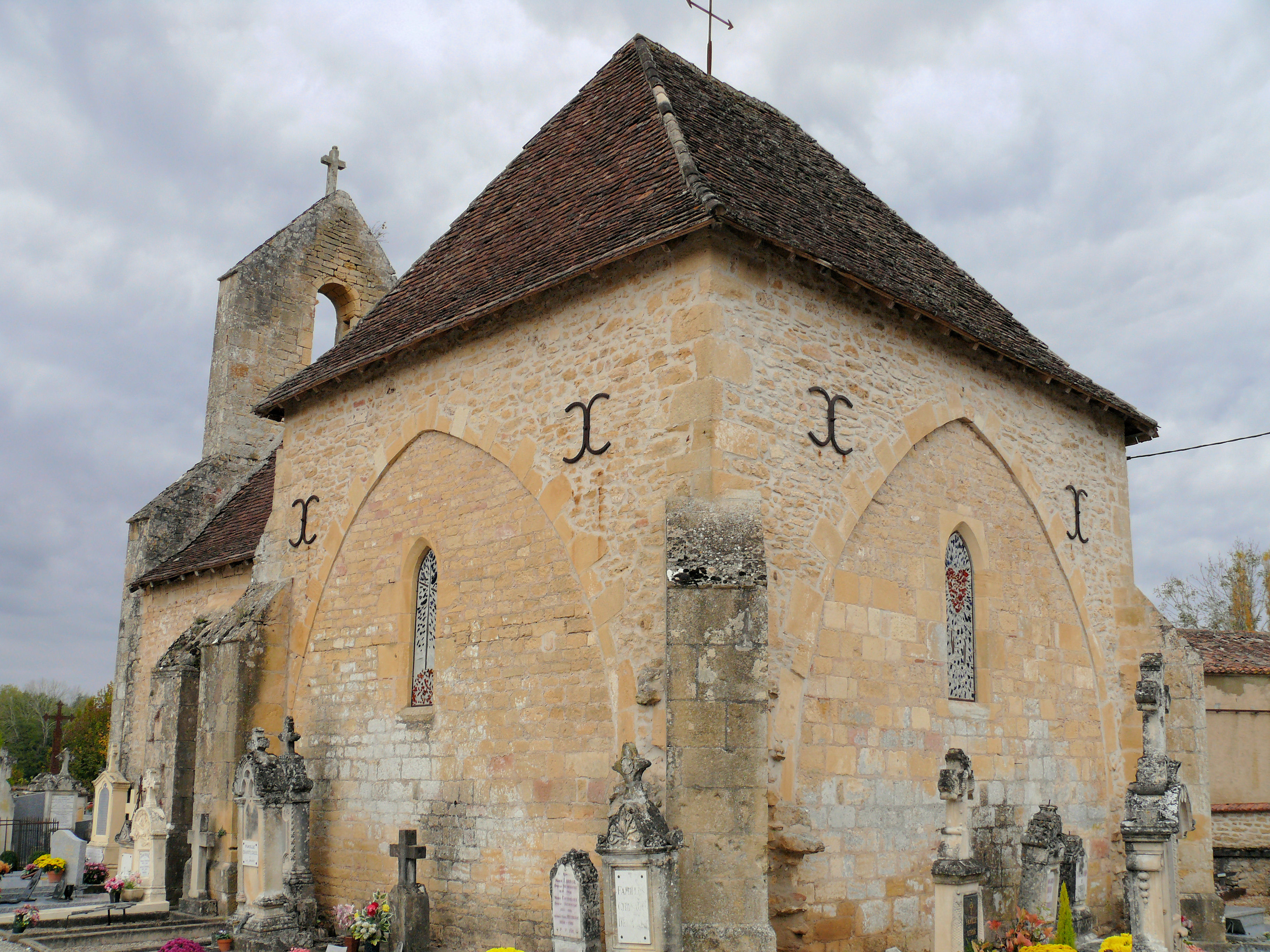
Le chevet plat.
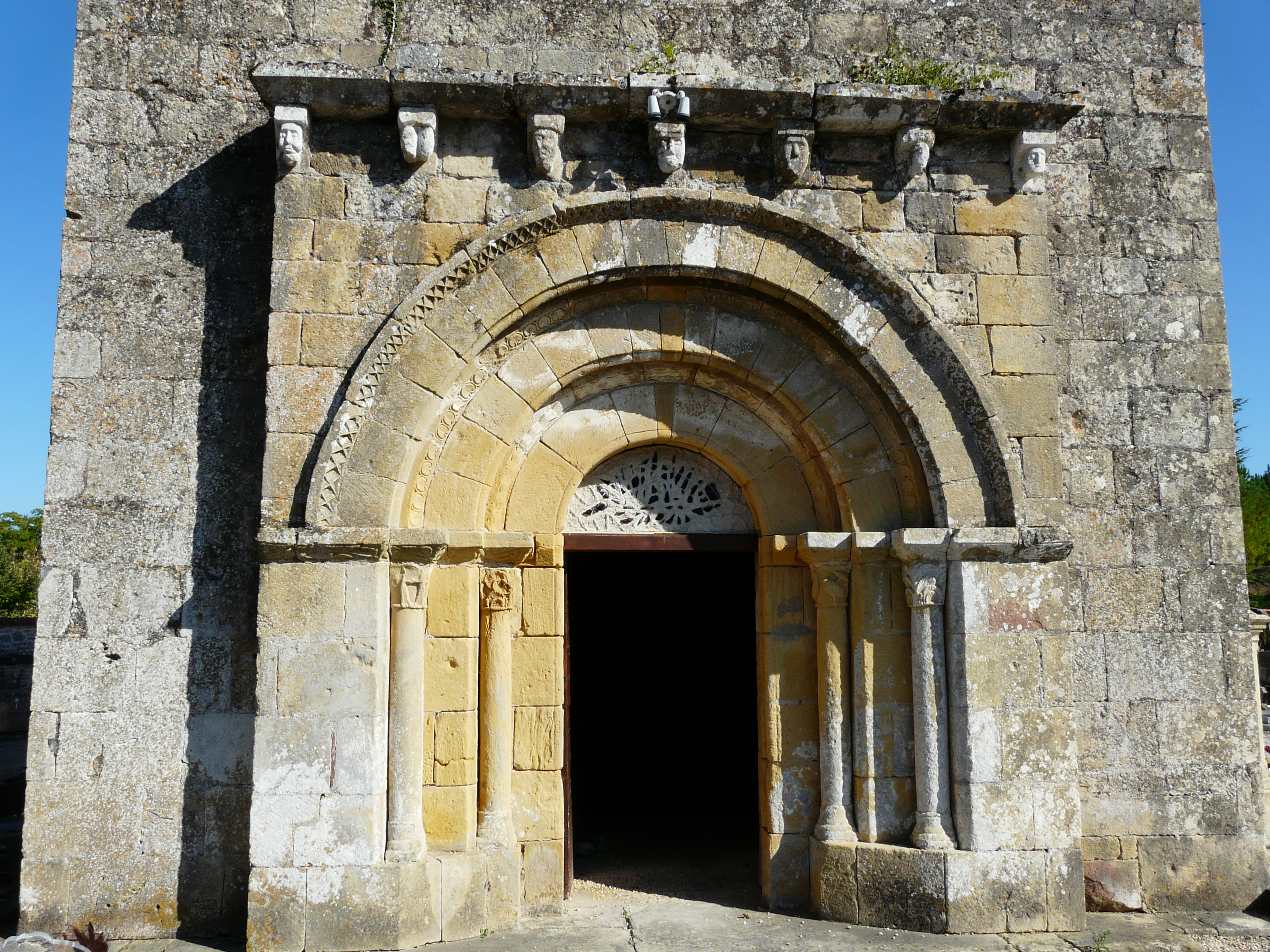
Le portail roman.
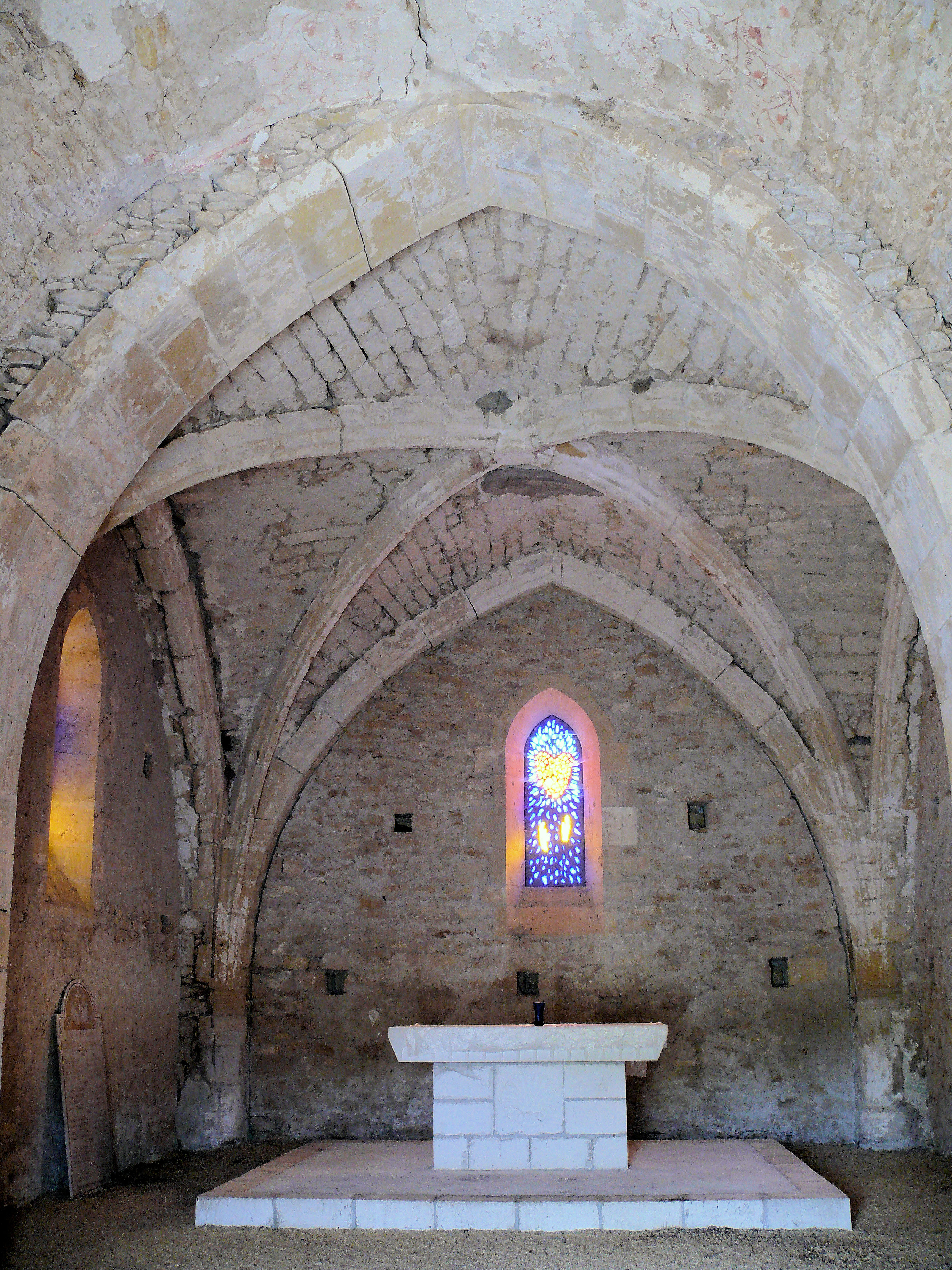
Le chœur et sa voûte gothique.
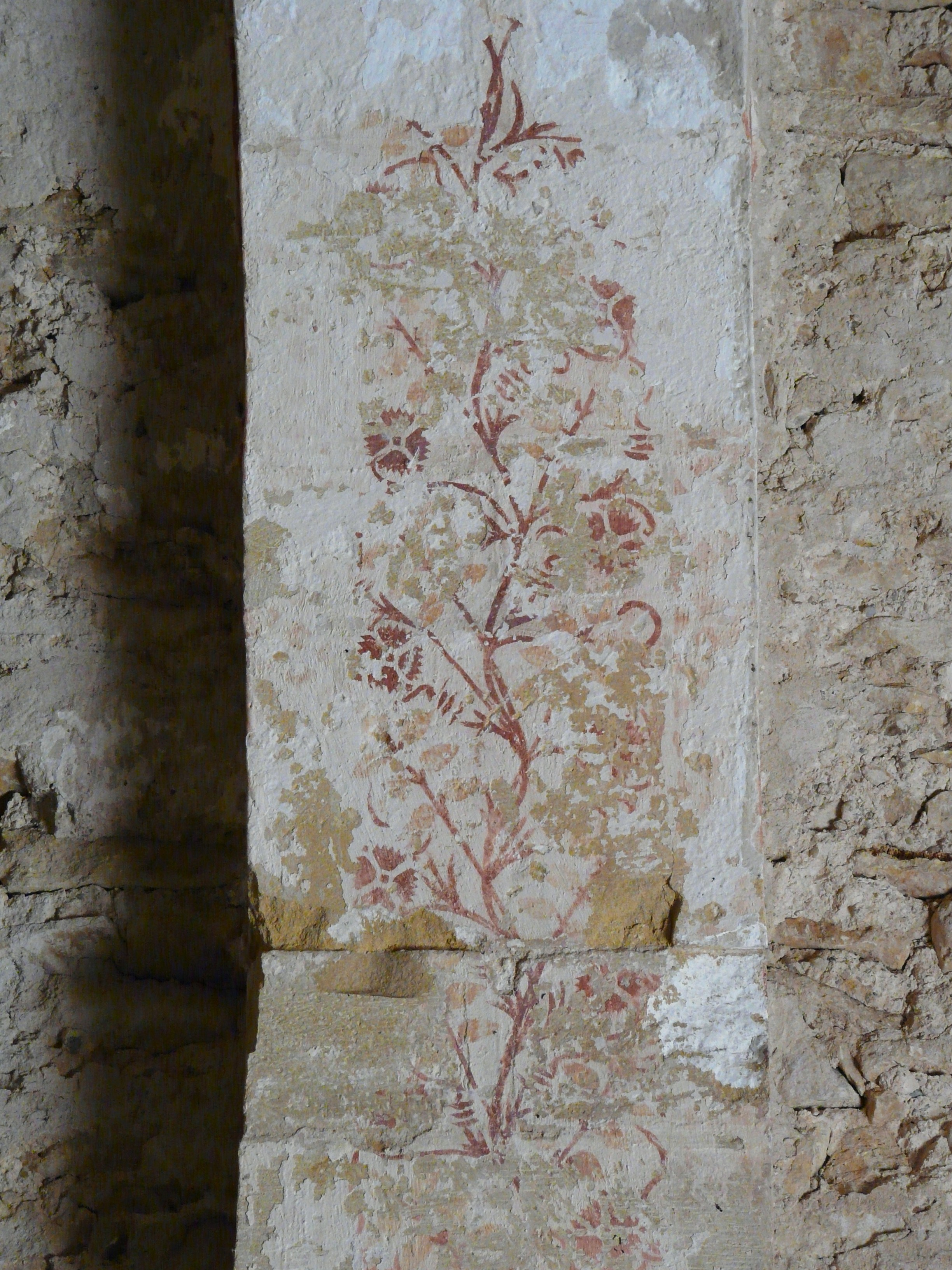
Fresque.